# Jan Hadermann
Jan Hadermann (Amberes, 1952) es un músico belga. 
Su padre fue su primer instructor en la música. Posteriormente se trasladó a Lovaina para continuar con su formación musical en el Instituto Lemmens, donde logró el Certificado de Composición y Educación Musical, obteniendo primeros premios en teoría de la música, armonía, contrapunto y fuga. Estudió también en el Conservatorio Real de Amberes. Volvió a recibir un primer premio en composición mientras estudiaba bajos las órdenes de Willem Kersters.
Desde 1973, Jan Hadermann es profesor de contrapunto, fuga y composición en el instituto Lemmens de Lovaina y desde 1979 hasta 2002 fue profesor de composición en la Escuela Real de Carillón "Jef Denijn" en Malinas. Es profesor de teoría de dirección de bandas, en el Conservatorio Real de Amberes. Además de ser profesor y compositor, es director y miembro de diferentes jurados.
Jan Hadermann escribe para piano, orquesta sinfónica, coro, orquestas de cámara y música electrónica además de música para banda. La mayoría de sus trabajos han sido interpretados por las formaciones importantes de Bélgica y el extranjero, además de haberse recogido en CD.
En 1993 Jan Hadermann recibió el Premio Sabam de orquesta de viento, premio que se otorga cada cuatro años.